# Saunameester
Een saunameester is een persoon die kennis heeft van diverse aspecten en werkzaamheden in en om de sauna. De functie wordt uitgeoefend bij commerciële saunabedrijven.
Haar of zijn taken zijn onder andere,
- Begeleiden en voorlichten van de gasten.
- Verzorgen van opgietsessies. Ook wel löyly (Fins) of aufguss (Duits) genoemd.
- Verzorgen van Hamam-rituelen.

De zogenaamde opgietsessies zijn populair. Steeds meer saunabedrijven bieden hun gasten zo’n ritueel aan.

## Vereniging van Saunameesters
Op 7 mei 2008 is de "Vereniging van Saunameesters" - het "VvS" of "Saunameestervereniging" genoemd - opgericht voor iedereen in België en Nederland die zich in het vakgebied wil bekwamen. Zij draagt ook zorg voor persoonscertificering, hoewel niet geaccrediteerd. Het doel van de vereniging is het vak saunameester op een hoger niveau te brengen en daarmee de moderne saunacultuur. Eenmaal gecertificeerd mag betreffende persoon zich “VvS Saunameester” noemen.
De definitie van een saunameester is volgens de VvS,
"Een saunameester is een gecertificeerd natuurlijk persoon die zijn of haar werkzaamheden verricht op de daadwerkelijke sauna, hammam, thermen en/of SPA-vloer, dienstverlenend is en in direct contact staat met de aanwezige gasten.''
De VvS houdt jaarlijks kampioenschappen voor saunameesters.

## Certificeringen
De vereniging kent de certificaten:
Certificaat saunameester basis,
Hier wordt kennis vereist van de geschiedenis van baden in verschillende culturen, natuurkundige principes, bouwkundige principes, de traditionele sauna-ronde, het lichaam en de uitwerking tijdens het baden, hygiëne, indicaties en contra-indicaties, gastvrijheid en het reageren op het onwel worden in de sauna.
Certificaat Saunameester opgietingen A,
Voor dit certificaat gaat men dieper in op de basiskennis van certificaat saunameester basis. Daarnaast gaat men in op opgietmiddelen, informatieverstrekking aan de deelnemers van een opgiet-sessie, opgiettechnieken, zwaaitechnieken met de handdoek en de kennis en zorg voor het lichaam van de saunameester zelf.